# Richard Jozsa
Richard Jozsa (* um 1954) ist ein australischer Mathematiker, der sich mit Angewandter Mathematik und Quanteninformationstheorie befasst. Er ist Leigh Trapnell Professor of Quantum Physics an der englischen Universität Cambridge.
Jozsa machte 1976 seinen Master-Abschluss (Applications of Sheaf Cohomology in Twistor Theory) an der Universität Oxford und  wurde dort 1981 bei Roger Penrose promoviert (Models in Categories and Twistor Theory). Beide Arbeiten handeln von Anwendungen algebraischer Geometrie in der Twistor-Theorie. Er war Post-Doktorand in Oxford, an der McGill University, der Universität Sydney, der University of New South Wales, der University of Adelaide, der Flinders University und der RMIT University in Melbourne. 1992/93 forschte er an der Universität Montreal in der Abteilung Informatik (DIRO) und 1994 wurde er Senior Lecturer und 1997 Professor in Mathematik an der University of Plymouth. 1999 wurde er Professor für Informatik an der University of Bristol und seit 2010 ist er Professor für Quantenphysik am Institut für Theoretische Physik und Angewandte Mathematik (DAMTP) in Cambridge.
Der Deutsch-Jozsa-Algorithmus der Quanteninformatik ist nach ihm und David Deutsch benannt. Er ist auch Ko-Autor des grundlegenden Artikels zur Quantenteleportation.
Er hat sich intensiv mit der Frage beschäftigt, welcher Mechanismus dem quantum speed-up zugrunde liegt, der es Quantencomputern (vermutlich) erlaubt, mache Probleme exponentiell schneller zu lösen als das mit konventionellen Rechnern möglich ist. Insbesondere analysierte er die Rolle von Verschränkung im Quantencomputer und zeigte, dass ein speed-up ein Anwachsen der Verschränkung (mit der Zahl der Input-Qubits) voraussetzt. Im selben Zusammenhang stehen Analysen von eingeschränkten Quantencomputer-Modellen, wie den erweiterten Clifford circuits und den Matchgate circuits (die beide effizient simuliert werden können, also keine speed-up liefern) sowie das Modell der commuting quantum computation, wo er starke komplexitätstheoretische Hinweise fand, dass es sich nicht effizient simulieren lässt.
2004 erhielt er den Naylor-Preis. 2016 wurde er zum Mitglied der Academia Europaea gewählt, 2019 zum Mitglied der Royal Society.

## Schriften
- Jozsa, D. Robb, William Wootters: Lower bound for accessible information in quantum mechanics. In: Phys. Rev. A. Band 49, 1994, S. 668–677, doi:10.1103/PhysRevA.49.668.
- Jozsa, B. Schumacher: A New Proof of the Quantum Noiseless Coding Theorem. In: J. Modern Optics. Band 41, 1994, S. 2343–2350.
- A. Ekert, Jozsa: Quantum Computation and Shor's Factoring Algorithm. In: Rev. Mod. Phys. Band 68, 1996, S. 733–753, doi:10.1103/RevModPhys.68.733.
- Jozsa: Quantum Algorithms and the Fourier Transform. In: Proc. Roy. Soc. A. Band 454, 1998, S. 323–337, doi:10.1098/rspa.1998.0163, arxiv:quant-ph/9707033.
- Jozsa, M. Horodecki, P. Horodecki, R. Horodecki: Universal Quantum Information Compression. In: Phys. Rev. Lett. Band 81, 1998, S. 1714–1717, doi:10.1103/PhysRevLett.81.1714, arxiv:quant-ph/9805017.
- G. Mitchison, Jozsa: Counterfactual Computation. In: Proc. Roy. Soc. Lond. A. Band 457, 2001, S. 1175–1194, doi:10.1098/rspa.2000.0714, arxiv:quant-ph/9907007.
- Jozsa, N. Linden: On the role of entanglement in quantum-computational speed-up. In: Proc. R. Soc. A. Band 459, 2003, S. 2011–2032, doi:10.1098/rspa.2002.1097, arxiv:quant-ph/0201143.
- Jozsa, B. Kraus, A. Miyake, J. Watrous: Matchgate and space-bounded quantum computations are equivalent. In: Proc. R. Soc. A. Band 466, 2010, S. 809–830, doi:10.1098/rspa.2009.0433, arxiv:0908.1467.
- N. Datta, T. Dorlas, Jozsa, F. Benatti: Properties of subentropy. In: J. Math. Phys. Band 55, 2014, S. 062203, doi:10.1063/1.4882935, arxiv:1310.1312.